# Equipe espanhola na Copa Davis
A equipe espanhola na Copa Davis representa a Espanha na Copa Davis, principal competição de tênis masculina por equipes do mundo. É administrada pela Real Federação Espanhola de Tênis.
Conquistou seis títulos, todos a partir do ano 2000.

## Última escalação
Pela fase de grupos do Finals, em setembro de 2023.
- Roberto Bautista Agut
- Alejandro Davidovich Fokina
- Marcel Granollers
- Albert Ramos-Viñolas
- Bernabé Zapata Miralles